# فرودگاه کریستال (کالیفرنیا)
فرودگاه کریستال (کالیفرنیا) (به انگلیسی: Crystal Airport (California)) یک فرودگاه خصوصی است که یک باند فرود آسفالت دارد. این فرودگاه در کشور ایالات متحده آمریکا قرار دارد و در ارتفاع ۱۰۴۲ متری از سطح دریا واقع شده‌است.